# Аллахвердиев, Джалал Эйваз оглы
Джалал Эйваз оглы Аллахвердиев (азерб. Jalal Eyvaz oglu Allakhverdiyev; 17 сентября 1929, Шуша, Нагорно-Карабахская автономная область — 19 января 2017, Баку) — советский, азербайджанский математик, академик НАНА.

## Биография
В 1957 году окончил физико-математический факультет Азербайджанского государственного университета, затем — аспирантуру МГУ под научным руководством М.В. Келдыша. В 1957 году защитил кандидатскую диссертацию по теме «О полноте системы собственных и присоединенных элементов одного класса несамосопряженных операторов». 
Доктор физико-математических наук (1968), диссертация: «Об особых значениях и специальных элементах несамосопряженных операторов, рационально зависящих от спектрального параметра». Профессор (1969).
Член КПСС с 1972 года.
- 1957—1960 — Преподаватель, старший преподаватель физико-математического факультета АГУ
- 1960 — Заведующий отделом во вновь созданном Вычислительном центре Академии наук Азербайджанской ССР, затем — заместитель директора по научной работе,
- 1960 — Заведующий лабораторией «Математические проблемы управления» Института кибернетики АН Азербайджанской ССР
- 1969—1970 — Заместитель директора по научной работе, в 1970—1988 годах — директор Института кибернетики АН Азербайджанской ССР
- 1988—1994 — Проректор по научной работе Бакинского государственного университета

С 1994 года — Заведующий лабораторией «Математические задачи управления» Института систем управления Национальной академии наук Азербайджана.
В 1975 году читал лекции в ряде университетов США, в 1976 году — в Великобритании. В 1998—2000 годах работал в Стамбульском университете.
Член-корреспондент АН Азербайджанской ССР (1972), действительный член НАНА (2001).

## Научная деятельность
Основные труды по функциональному анализу (несамосопряженные операторы) и кибернетике. Самое известное решение ученого «Теорема Аллахвердиева» включена в многие книги и учебники функционального анализа.
Исследовал полноту систем собственных элементов одного класса несамосопряженных операторов, полиномиально и рационально в зависимости от параметра.Изучал вопросы оптимального управления, управляемости и наблюдаемости в детерминированных системах. Ученым дано определение наилучшего подхода линейных операторов, конечномерных операторов и найдено его точное выражение, даны определения многократной полноты систем элементов в линейных пространствах. Доказаны теоремы нового типа полноты и базисных систем собственных и вложенных элементов в банаховых и гильбертовых пространствах и положение о том, что система главных чисел удовлетворяет «мини-макс» свойствам собственных значений вполне непрерывных операторов. Найдены необходимые и достаточные условия закрытия, ограничения и непрерывности операторов в мультипликативных терминах. Получены важнейшие результаты для приближенного решения проблемы собственных значений операторов. Введено понятие об оптимальных биортогональных системах. Определен новый класс линейных абстрактных операторов между классами непрерывных и вполне непрерывных операторов и этот класс был тщательно исследован. Введены понятия основные числа и основные элементы операторов, входящих в этот класс. 
Его научные результаты были использованы для получения новых результатов в зарубежной литературе по функциональному анализу и алгебре, такие как «Теорема Аллахвердиева», «Принцип вариации Аллахвердиева», «Лемма Аллахвердиева».

## Научные труды
- Аллахвердиев Дж. Э. О скорости сближения вполне непрерывных операторов конечномерными операторами. // Научные записки АГУ, № 2, 1957 г.
- Аллахвердиев Дж. Э. О полноте системы собственных и вложенных элементов одного класса несамосопряженных операторов. // Научные записки АГУ, № 7, 1957 г.
- Аллахвердиев Дж. Э. О полноте системы собственных и вложенных элементов одного класса несамосопряженных операторов. // Доклады Академии наук СССР, т.160, № 3, 1965 г.
- Аллахвердиев Дж. Э. О полноте системы собственных и вложенных элементов одного класса несамосопряженных операторов в зависимости от параметра. //  Доклады Академии наук СССР, т.160, № 6, 1965
- Аллахвердиев Дж. Э. О многократных полных системах и несамосопряженных операторах в зависимости от параметра. // Доклады Академии наук СССР, т. 166, № 1, с. 3.
- Аллахвердиев Дж. Э. О несамосопряженных операторах, рационально зависящих от спектрального параметра. // Доклады Академии наук СССР, т.186, № 4, 1969
- Аллахвердиев Дж. Э. Теорема полноты системы собственных и вложенных элементов рациональных операционных групп в банаховом пространстве. //  Функциональный анализ и его приложения. Том 8, выпуск. 4, 1974
- Аллахвердиев Дж. Э. О задаче оптимального управления в гильбертовом пространстве. // Дифференциальные уравнения, № 12,1977.
- Аллахвердиев Дж. Э. О сходимости многократного разложения на собственные элементы некоторой двухпараметрической системы операторов. // Отчеты НАНА, т. 35, № 6, д. 1979 г.
- Аллахвердиев Дж. Э. О полноте системы собственных элементов многопараметрической системы операторов. // Отчеты НАНА, т. 38, № 10, предоставлены 1982 г.

## Награды и звания
- Заслуженный деятель науки Азербайджанской ССР (1980)
- Государственная премия Азербайджанской ССР (1972).